# Donzell d'Urgell
Donzell d'Urgell es una entidad de población española del municipio de Agramunt, perteneciente a la provincia de Lérida, en la comunidad autónoma de Cataluña. En 2022, la entidad singular de población tenía empadronados veintiún habitantes y el núcleo de población, los mismos.

## Demografía
| Gráfica de evolución demográfica de Doncell entre 1842 y 1960 |
| |
| Población de derecho según los censos de población del INE Población de hecho según los censos de población del INEEntre el censo de 1857 y el anterior, crece el término del municipio porque incorpora a 255241 (Monclar), 255295 (Puellas), 255314 (Rocaverti) Entre el censo de 1970 y el anterior, este municipio desaparece porque se integra en el municipio 25003 (Agramunt) |